# Stremellachs

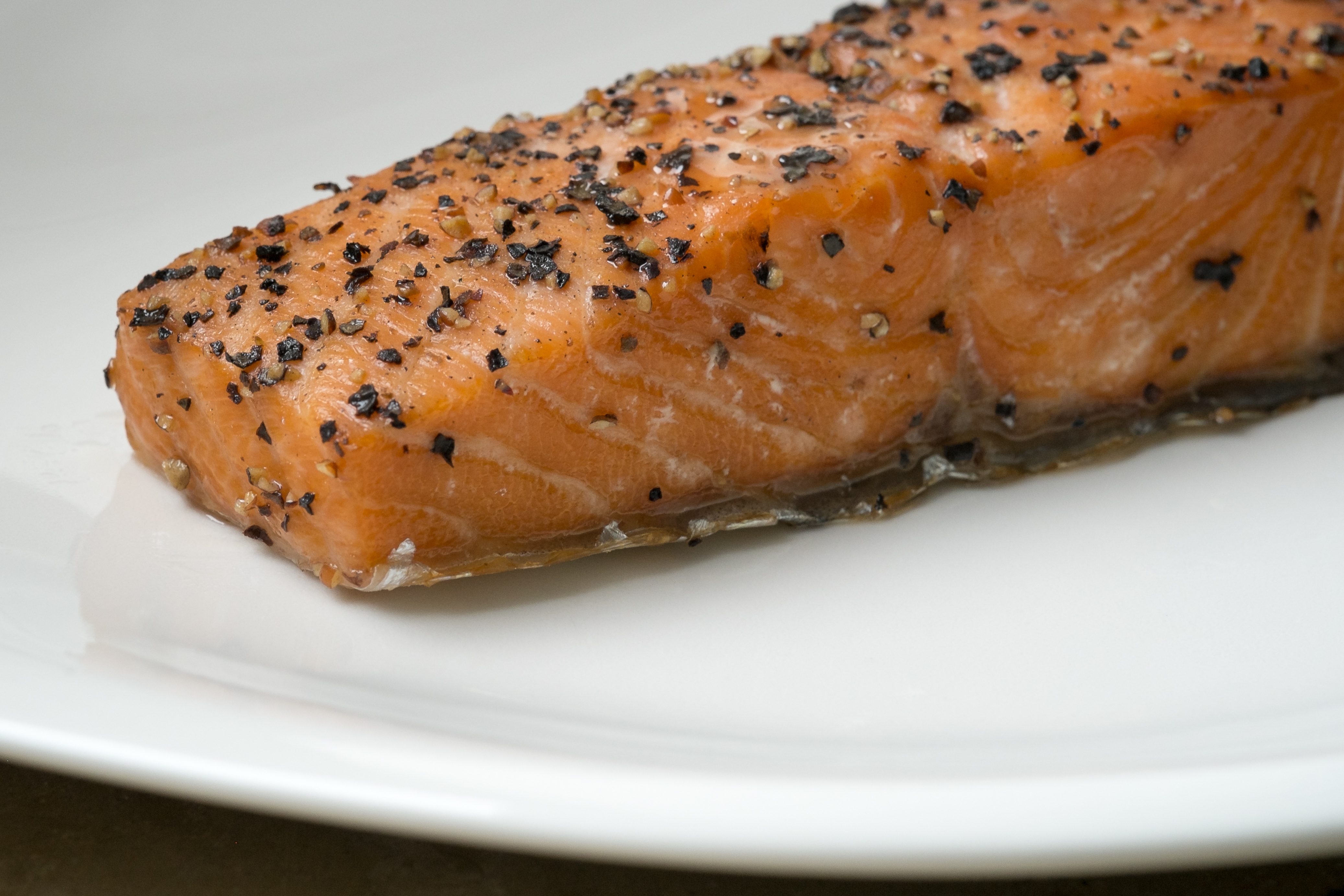
Stremellachs mit Pfeffer

Stremellachs (oder auch Striemellachs) bezeichnet eine Art der Lachs-Zubereitung. Der Fisch wird im Unterschied zum herkömmlichen Räucherlachs nicht kalt, sondern heiß geräuchert.
So schreibt die Oeconomische Encyclopädie von 1858: „In Ost-Preussen werden die Lachse von mittlerer Größe aufgeschnitten, ausgenommen, in schmahle Stücke vom Kopfe bis zum Schwanze in die Länge zertheilt, gesalzen, und einige Tage geräuchert, welche Stücke Striemel-Lachs heißen, und unter diesem Nahmen in Königsberg auf den Straßen häufig zum Kauf angetragen werden.“
Die Bezeichnung leitet sich von den Streifen (Stremeln) des geräucherten Lachs ab.

## Verfahren
Der wie andere Räucherfische auch zuvor in Salzlake eingelegte atlantische Lachs (Salmo salar) wird hierzu filetiert (die Haut jedoch nicht entfernt) und in Streifen (norddeutsch „Stremel“) geschnitten. Diese Filetstreifen werden dann bei über 70 °C heiß geräuchert (zumeist in Buchenholzrauch). Die Räucherung verleiht dem Stremellachs seinen typischen Geschmack. Als Zubereitungsvarianten können dem Stremellachs Gewürze (Pfeffer etc.) hinzugefügt werden.